# Ming Pao Group
Ming Pao Group — одна из крупнейших издательских групп Гонконга. Через дочернюю компанию Ming Pao Newspapers Limited, входящую в состав Ming Pao Enterprise Corporation (с 1991 года котируется на Гонконгской фондовой бирже), издаёт популярную гонконгскую китаеязычную газету Ming Pao (明報 или Ming Pao Daily News) и её варианты в Китае, Тайване и Канаде (газеты, издававшиеся в США, прекратили выходить в 2009 году). Штаб-квартира расположена в районе Чхайвань, Восточный округ. 
В состав группы входит книжное издательство Ming Pao Publications. Родственная компания One Media Group, также входящая в состав Media Chinese International, издаёт в Гонконге китаеязычные журналы Ming Pao Weekly, TopGear Hong Kong, MING Watch, Hong Kong Voyage и Travel Planner, а также в Китае китаеязычные журналы TopGear и Popular Science.

## История
Ming Pao начала выходить в 1959 году благодаря писателю Луису Ча. В 1995 году газету приобрёл малайский бизнесмен китайского происхождения Tiong Hiew King, основатель и глава Rimbunan Hijau Group (в том же году у Ming Pao появилась своя интернет-страничка). В 2008 году Ming Pao Enterprise Corporation Limited (Гонконг), Sin Chew Media Corporation Berhad (Малайзия) и Nanyang Press Holdings Berhad (Малайзия) слились в единую медиа-группу Media Chinese International. Кроме того, Media Chinese International является крупным акционеров гонконгской журнальной компании One Media Group.